# Carmilla
Carmilla is een gothic novel van de Ierse schrijver Sheridan Le Fanu. Het boek gaat over een jong meisje dat zich laat verleiden door een vrouwelijke vampier. Het verhaal is meerdere malen verfilmd, en geldt samen met Bram Stokers Dracula als een van de belangrijkste eerste werken van  de moderne vampierverhalen. 

## Publicatie
Het verhaal verscheen voor het eerst van december 1871 tot maart 1872 als vervolgverhaal in het tijdschrift  The Dark Blue. Later in 1872 werd het verhaal gepubliceerd in Le Fanu’s verhalenbundel In a Glass Darkly.  Voor de originele publicatie in The Dark Blue werd het verhaal van illustraties voorzien door David Henry Friston and Michael Fitzgerald, maar hun tekeningen zijn niet in de boekuitgaven verwerkt.

## Inhoud
Het verhaal is geschreven als een verslag van een zekere Dr. Hesselius, waarin hij een verhaal optekent dat hem verteld is door Laura, een van de 2 protagonisten in het verhaal.
Laura is de dochter van een rijke Britse weduwnaar die vroeger in het Oostenrijkse leger diende. Ze groeit op in Stiermarken. Op haar zesde krijgt ze een droom waarin ze in haar slaapkamer bezocht wordt door een mysterieuze bezoeker en ze is er stellig van overtuigd dat deze haar gebeten heeft. 
12 jaar na dit voorval ontvangt Laura’s vader een brief van zijn vriend, generaal Spielsdorf. Hij zou op bezoek komen samen met zijn nichtje, Bertha Rheinfeldt, maar die is, zo blijkt uit de brief, plots onder mysterieuze omstandigheden gestorven. De generaal vermeldt dat hij later wel nadere details zal geven. Niet veel later gebeurt er vlak buiten het landhuis van haar vader een ongeluk met een koets. In de koets zitten een vrouw en haar dochter, Carmilla, die ongeveer dezelfde leeftijd heeft als Laura. Carmilla lijkt gewond te zijn geraakt door het ongeluk en aangezien haar moeder, volgens eigen zeggen, absoluut verder moet reizen, stemt Laura’s vader toe dat Carmilla de komende drie maanden bij hen kan blijven. 
Laura en Carmilla worden spoedig hechte vrienden en menen elkaar bovendien te kennen uit een droom die ze ooit hadden. Carmilla houdt er echter vreemde gewoontes op na. Ze kent zware stemmingswisselingen (zo wordt ze kwaad wanneer Laura tijdens een begrafenisstoet een christelijk lied zingt) en ook maakt ze geregeld avances naar Laura toe. Daarbij wil ze niks kwijt over haar geschiedenis, slaapt bijna altijd overdag en lijkt ’s nachts vaak te slaapwandelen. Ook ontdekt Laura dat Carmilla sprekend lijkt op haar voorouder, gravin Mircalla Karnstein, die in 1698 leefde. 

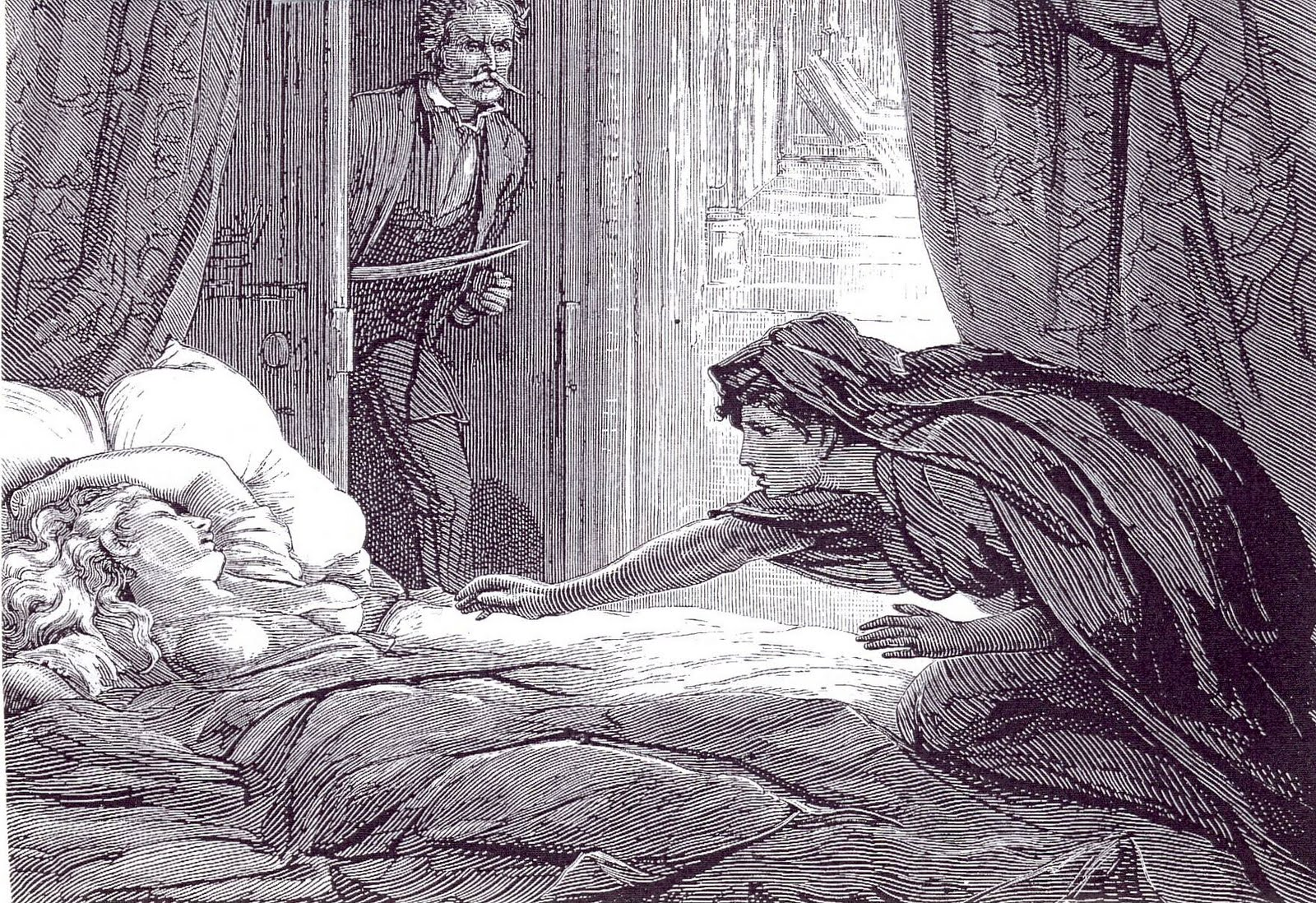
Carmilla wordt betrapt (tekening van David Henry Friston)

Laura zelf krijgt ondertussen nachtmerries waarin een katachtig wezen haar kamer binnendringt en haar in haar borstkas bijt. Laura’s gezondheid gaat snel achteruit. Haar vader besluit uiteindelijk met haar naar het dorpje Karnstein te gaan en laat Carmilla zolang achter bij een gouvernante. Onderweg komen ze generaal Spielsdorf weer tegen, die hen vertelt wat er met zijn nichtje gebeurd is. Het blijkt dat Spielsdorf en zijn nichtje een soortgelijke situatie hebben meegemaakt als Laura en haar vader. Ook zij kregen plots de zorg over een meisje toevertrouwd wiens moeder wegens een belangrijke afspraak weg moest. Dit meisje, Millarca, voelde zich meteen aangetrokken tot Bertha. Millarca had dezelfde vreemde gewoontes als Carmilla, en Bertha werd net als Laura steeds zieker tot ze uiteindelijk stierf. Spielsdorf ontdekte vlak voor Bertha’s dood dat Millarca een vampier was die langzaam het leven uit Bertha zoog. Hij betrapte haar in de slaapkamer van Bertha en probeerde haar te doden, maar ze kon ontkomen. 
Wanneer Carmilla Laura weer opzoekt, komen zij en Spielsdorf oog in oog te staan en blijkt dat Carmilla en Millarca één en dezelfde zijn. De generaal valt de vampier aan met een bijl, maar ze ontsnapt weer. Spielsdorf en Laura’s vader openen de jacht op de vampier, geholpen door baron Vordenburg, een ervaren vampierjager. Ze ontdekken dat Carmilla in werkelijkheid Mircalla Karnstein is. Ze sporen Mircalla’s graftombe op en vernietigen de vampier voorgoed. Nadien neemt Laura’s vader zijn dochter mee op een lange vakantie om van de traumatische gebeurtenissen te herstellen.

## Inspiratiebronnen
Het is niet met zekerheid te zeggen welke inspiratiebronnen Sheridan Le Fanu gebruikt heeft voor Carmilla. Mogelijke werken zijn Dom Augustin Calmet's Dissertations sur les apparitions des anges, des demons et des esprits, et sur les revenants et vampires de Hongrie, de Boheme, de Moravie, et de Silesie (1746), Sabine Baring-Gould's The Book of Were-wolves (1863), Coleridge's Christabel, en kapitein Basil Hall's Schloss Hainfeld; or a Winter in Lower Styria (London and Edinburgh, 1836). Ook de Hongaarse gravin Elisabeth Báthory diende mogelijk als inspiratiebron.

## Invloed
Hoewel Carmilla minder bekend is dan Dracula, was ze toch van noemenswaardige invloed op het gothic horror- en vampiergenre.  Carmilla heeft onder andere model gestaan voor tal van lesbische vampieren. Ook introduceerde Le Fanu met Carmilla het idee van een vampier die van gedaante kan veranderen om zichzelf zo toegang te verschaffen tot kamers en gebouwen, en die slaapt in een doodskist.
Bram Stoker liet zich ook sterk inspireren door Carmilla voor zijn roman Dracula. Zo kwam in een vroeg manuscript van Dracula de bekende vampier net als Carmilla uit Stiermarken in plaats van Transsylvanië. Het korte verhaal "Dracula’s Gast" (dat oorspronkelijk bedoeld was als eerste hoofdstuk van Dracula, en na Stokers dood als los verhaal werd gepubliceerd) bewijst nog meer de invloed van Carmilla op Dracula. Bovendien vertoont het personage Lucy uit Dracula grote gelijkenissen met Carmilla.
Het personage Dr. Hesselius is een van de voorlopers van de occult detective.

## Verfilmingen
- Vampyr (1932), een losjes op Carmilla gebaseerde film door de Deense regisseur Carl Dreyer.
- Et mourir de plaisir (1960) van de Franse regisseur Roger Vadim.
- La cripta e l'incubo (1964) (Engelse titel Terror in the Crypt) met Christopher Lee.
- The Vampire Lovers (1970) van Hammer Film Productions, de eerste film in de zgn. 'Karnstein-trilogie', die alle drie gaan over lesbische vampiers uit de familie Karnstein.
- The Blood Spattered Bride (La Novia Ensangrentada) (1972) van de Spaanse regisseur Vicente Aranda.
- Carmilla (1980), een zwart-wit televisiefilm uit Polen.
- Carmilla (1989), van Gabrielle Beaumont.
- Carmilla is de antagonist in de Japanse animatiefilm Vampire Hunter D: Bloodlust uit 2001.
- Carmilla is de antagonist in de komedie Lesbian Vampire Killers uit 2009.
- Styria (2013), een gemoderniseerde vertelling van het verhaal.
- Carmilla (2014), een webshow met Elise Bauman en Natasha Negovanlis.
  - The Carmilla Movie (2015), de film die volgt op bovenstaande webshow
- Carmilla (2019) van Emily Harris.

## Andere bewerkingen
- Op 20 november 1981 zond CBC Radio  een hoorspel over Carmilla uit als onderdeel van de serie Nightfall.
- In 1991 bracht Aircel Comics een strip-miniserie over Carmilla uit, gemaakt door Steven Jones en John Ross.
- De webserie "Carmilla" is een YouTube-serie gebaseerd op het boek verteld vanaf Laura's perspectief - een studente aan een universiteit die de verdwijning van haar verdwenen kamergenote onderzoekt.